# Canegra
Canegra (in croato Kanegra) è un insediamento istriano nel comune di Buie.

## Storia
Le persone hanno vissuto nel territorio sul quale sorge Canegra fin dei tempi antichi; ciò è dimostrato da vari ritrovamenti fatti  nelle grotte sopra il paesino, i quali oggi si trovano ospiti nel museo di Umago. Il paese ha sofferto per via dell'esodo istriano: oggi è disabitato. Nel 1997 è stato aperto l'ufficio turistico ed è stato allestito un campeggio.

## Società

### Evoluzione demografica
| 1948 | 1953 | 1961 | 1971 | 1981 | 1991 | 2001 | 2011 |
| 28   | 4    | 4    | 2    | 0    | 0    | 0    | 0    |